# Jonas Dell
Jonas Dell (* 7. März 1998 in Solingen) ist ein deutscher Handballspieler.

## Karriere
Dell begann mit elf Jahren in der Jugend des Bergischen HC, Handball zu spielen. Bis 2017 wurde er überwiegend als Rückraumspieler auf der linken Seite eingesetzt, unter Sebastian Hinze trainierte er dann aber ausschließlich am Kreis. Nachdem Dell in der Saison 2017/18 beim Bergischen HC zu seinen ersten Einsätzen in der 2. Handball-Bundesliga gekommen war, wurde sein Vertrag um zwei Jahre verlängert. In der Saison 2018/19 lief er per Zweitspielrecht für VfL Eintracht Hagen auf. Im Dezember 2019 wurde Dell von RTV 1879 Basel verpflichtet. Im Februar 2021 wechselte der Kreisläufer innerhalb der Liga zu GC Amicitia Zürich. Zwischen 2021/22 und 2023/24 lief Dell für die Limburg Lions in der BeNe League auf. In der Saison 2021/22 feierte er mit dem Team den Meistertitel in der BeNe League. 2022/23 nahm der Rechtshänder mit den Lions am EHF European Cup teil und lief damit erstmals in einem internationalen Bewerb auf. Im Januar 2024 wurde Dell von den Jags Vöslau für die Handball Liga Austria verpflichtet nachdem sich Sandro Jankovic verletzt hatte.

## Erfolge
- Limburg Lions
  - 1× BeNe League Meister 2021/22